# Lesdins
Lesdins är en kommun i departementet Aisne i regionen Hauts-de-France i norra Frankrike. Kommunen ligger  i kantonen Saint-Quentin-Nord som ligger i arrondissementet Saint-Quentin. År 2022 hade Lesdins 808 invånare.

## Befolkningsutveckling
Antalet invånare i kommunen Lesdins
Referens: INSEE